# 당 경종
당 경종 이담(唐 敬宗 李湛, 809년 7월 22일(음력 6월 7일) ~ 827년 1월 9일(음력 826년 12월 8일))은 당나라의 제13대 황제(재위 : 824년 ~ 827년)이다. 사용한 연호는 보력(寶曆)이다.

## 생애
당 목종의 맏아들로, 공희황후(恭僖皇后) 소생이다.
음력 822년 12월(823년 1월)에 황태자가 되었고, 824년에 당 목종의 갑작스러운 죽음으로 16살의 나이로 즉위하였다.
당시 당나라는 환관인 양수겸 등이 조정의 대권을 쥐고 있었으나, 아직 철이 덜들어 정사는 아예 거뜰어보지도 않았고 정치를 하는데도 태만하였다.
즉위한 뒤 소인배와 환관들을 가깝게 두었는데, 그 중에서도 환관을 총애하는 것이 막심하였다. 술을 밝혔고, 자주 연희를 열어 덕을 잃었다. 격구(擊毬)를 좋아해서 정사를 돌보지 않고 늘 각 전당의 환관들 등과 함께 격구를 했고 흥이 나면 후한 상을 내렸다. 격구를 잘하는 사람들에게는 격구장군(擊毬將軍)이란 벼슬을 내리기도 했다. 장군인 소좌명(蘇佐明), 환관인 유극명(劉克明) 등이 격구를 잘하는 것으로 후한 상을 받고 격구장군이 되기도 했다.
정사를 얼마나 안 돌보는지에 대한 일화가 있다. 신하들이 조회(朝會)를 하러 조정으로 왔는데, 문을 열지 않아 신하들은 약 8시간 동안 땡볕 더위 속에서 서서 기다려야 했다. 늙은 신하들은 더위를 먹고 지쳐서 쓰러지기도 하였으나, 그때까지도 문을 열지 않다가 오후 4시쯤에 드디어 집으로 돌아가라고 명령을 내렸다고 한다.
또한 환관들의 사소한 잘못에도 자주 채찍질을 하고 포악하게 행동하여 모든 사람들의 원망과 미움을 샀다.
음력 826년 12월 8일(827년 1월 9일) 밤, 사냥을 하고 돌아와 환관 유극명, 전무징과 평상시 함께 격구를 즐기던 소좌명, 왕가헌 등 28명과 술을 한창 마시다가 더워서 옷을 갈아입으려 안으로 들어갔다. 그런데 들어가자마자 불이 갑자기 꺼지더니 뒤에서 소좌명, 유극명 등이 덮쳐 살해되었다.
그 뒤에 유극명 등이 경종의 숙부인 강왕 이오를 황제로 세우지만 얼마 안 가 환관인 왕수징에 의해 진압된 뒤 모두 처형당했다. 마침내 정헌황후(貞獻皇后) 소생의 이복 동생인 당 문종이 황제로 즉위하였다. 그런데 유극명 등을 제거하고 문종을 세운 왕수징도 역시 환관이어서 문종 때에도 환관들이 계속 실권을 장악하게 된다.

## 존호, 시호, 묘호, 능호
존호는 문무대성광효황제(文武大聖廣孝皇帝)이다.
시호는 예무소민효황제(睿武昭愍孝皇帝)이다.
묘호는 경종(敬宗)이며, 능호는 장릉(莊陵)이다.

## 가계

### 조부모와 부모
- 조부 : 헌종(憲宗) 장무황제(章武皇帝) 이순(李純)
- 조모 : 의안황후(懿安皇后) 곽씨(郭氏)
- 부친 : 목종(穆宗) 문혜황제(文惠皇帝) 이항(李恒)
- 모친 : 공희황후(恭僖皇后) 왕씨(王氏)

### 후비
| 봉호(시호) | 별칭 | 이름(성씨) | 생몰년도 | 비고 |
| ---------- | ---- | ---------- | -------- | ---- |
| 귀비(貴妃) |      | 곽씨(郭氏) |          |      |
| 무희(舞姬) |      | 비란(飛鸞) |          |      |
| 무희(舞姬) |      | 경봉(輕鳳) |          |      |

### 황자
| -    | 봉호           | 시호       | 이름           | 생몰년도      | 생모      | 자식 | 별칭  | 비고  |
| ---- | -------------- | ---------- | -------------- | ------------- | --------- | ---- | ----- | ----- |
| 장남 | 황태자(皇太子) | 도회(悼懷) | 이보(李普)     | 824년 ~ 828년 | 귀비 곽씨 |      | [ 1 ] | [ 2 ] |
| 차남 | 양왕(梁王)     |            | 이휴부(李休復) |               |           |      |       |       |
| 3남  | 양왕(襄王)     |            | 이집중(李執中) |               |           | 3남  |       |       |
| 4남  | 기왕(紀王)     |            | 이언양(李言揚) | 826년 ~ 841년 | 귀비 곽씨 |      |       |       |
| 5남  | 진왕(陳王)     |            | 이성미(李成美) | ? ~ 840년     |           |      |       |       |

### 황녀
| -    | 봉호(시호)         | 이름 | 생몰년도 | 생모 | 부마 | 별칭 | 비고 |
| ---- | ------------------ | ---- | -------- | ---- | ---- | ---- | ---- |
| 장녀 | 영흥공주(永興公主) |      |          |      |      |      |      |
| 차녀 | 천장공주(天長公主) |      |          |      |      |      |      |
| 3녀  | 영국공주(寧國公主) |      |          |      |      |      |      |

## 기년
| 경종        | 원년                           | 2년        |
| ----------- | ------------------------------ | ---------- |
| 서력 (西曆) | 825년                          | 826년      |
| 간지 (干支) | 을사(乙巳)                     | 병오(丙午) |
| 연호 (年號) | 장경(長慶) 5년 보력(寶曆) 원년 | 2년        |